# Natuurlijke prijs
In de klassieke economie is de natuurlijke prijs of productieprijs van een vervangbaar goed de evenwichtsprijs waar de marktprijs op de lange termijn omheen schommelt. De natuurlijke prijs is opgebouwd uit de productiekosten van het goed, vermeerderd met een door concurrentie bepaalde winstmarge.

## Begripsgeschiedenis
Het onderscheid tussen natuurlijke en marktprijs gaat terug op Richard Cantillon, die het poneerde in zijn (postume) werk Essai sur la nature du commerce en général (1755). Adam Smith pikte dit onderscheid op in The Wealth of Nations (1776). Een generatie later gaf David Ricardo een systematischer karakter aan de klassieke economie, inclusief de prijstheorie, en stelde een aantal hypotheses op over het gedrag van productieprijzen. Modern-klassieke economen als Piero Sraffa hanteren of hanteerden doorgaans varianten van Ricardo's prijstheorie.

## Opbouw uit kosten en winst
In de klassieke prijstheorie is de prijs van een eenheid van goed x uit te drukken als
{\displaystyle p_{x}=k_{x}+m_{x},}
de productiekosten per eenheid {\textstyle k_{x}} (gemiddelde vaste kosten + variabele kosten) plus een winstmarge {\textstyle m_{x}}. De klassieke theorie van concurrentie voorspelt dat deze plaatsvindt door prijswijzigingen, zodat deze prijzen ongeveer gelijkgetrokken worden in iedere sector.

Bovendien heerst over de sectorgrenzen heen concurrentie om investeringskapitaal, dat daarheen gaat waar het hoogste rendement te behalen is. Dit rendement is per definitie winst gedeeld door investering, {\textstyle r_{x}={\frac {m_{x}}{k_{x}}}}, zodat de prijs ook geschreven kan worden als
{\displaystyle p_{x}=k_{x}+r_{x}\cdot k_{x}=(1+r_{x})\,k_{x}.}
Door de concurrentie om kapitaal wordt het rendement {\displaystyle r_{x}}, ook wel winstvoet genoemd, ongeveer gelijkgetrokken tussen de verschillende sectoren. Meer bepaald verkrijgen de prijsleiders, de meest efficiënte producenten per sector, een winstvoet die rond een evenwichtsniveau r ligt die voor de economie als geheel geldt. De prijsleiders zijn bepalend omdat deze zelfs in verzadigde markten ruimte voor uitbreiding hebben (ten koste van de concurrentie) en dus kapitaal aantrekken.

Wat ontstaat is de natuurlijke prijs of productieprijs {\textstyle p_{x}^{*}} van goed x:
{\displaystyle p_{x}^{*}=(1+r)\,k_{x}.}
Merk op dat r niet langer alleen afhangt van de sector die x produceert. De winstvoet van de economie als geheel heeft effect op de prijzen in iedere sector.
De klassieke prijstheorie voorspelt niet dat de productieprijs de precieze prijs op enig moment zal zijn, alleen dat de marktprijzen op de middellange termijn rond deze prijs zullen schommelen, als er geen exogene veranderingen optreden.

## Opbouw uit arbeidskosten en materiaalkosten
In The Wealth of Nations behandelt Smith eerst een fictieve economie van jager-verzamelaars die als enige productiefactor hun eigen arbeid gebruiken. De natuurlijke prijs van iedere prooi is dan de directe prijs, recht evenredig aan de arbeid die een gemiddelde jager nodig heeft om dat dier te vangen ('zuivere' arbeidswaardetheorie). Vervolgens introduceert Smith kapitaal in de economische verhoudingen, zodat ook de kosten daarvan en de winsten van de kapitalist een onderdeel van de prijs van vormen. Dit leidt tot twee vervormingen van de prijs ten opzichte van de directe prijs, maar de vervorming ten gevolge van materiaalkosten en afschrijving op vast kapitaal kan ongedaan gemaakt worden als wordt ingezien dat materiaal zelf weer het product van arbeid is.

Deze denkwijze van Smith werd begin 19e eeuw overgenomen door David Ricardo en kreeg in de twintigste eeuw een precieze formulering van de neoricardiaan Pasinetti. Diens techniek van verticale integratie begint met Ricardo's analyse van een willekeurige prijs (marktprijs of evenwichtsprijs) als
{\displaystyle p=wL+\pi +m,}
met
- w het gemiddelde arbeidsloon,
- L de benodigde hoeveelheid arbeidsuren,
- π de winst en
- m de materiaalkosten.

Als aangenomen wordt dat alle markten in evenwicht zijn; inclusief de arbeidsmarkt, zodat de lonen gelijkgetrokken zijn tussen de bedrijven; en inclusief de kapitaalmarkt, zodat de winstvoet in alle bedrijven gelijk is; dan is de prijs van het goed zijn natuurlijke prijs of productieprijs {\displaystyle p^{*}}.

De materiaalkosten zijn zelf weer een productieprijs en kunnen dus worden uitgedrukt als
{\displaystyle m=wL^{(1)}+\pi ^{(1)}+m^{(1)},}
zodat
{\displaystyle p^{*}=wL+\pi +wL^{(1)}+\pi ^{(1)}+m^{(1)}.}
Door uitbreiding van de bewerking tot alle n bedrijfstakken die direct of indirect toeleverancier zijn, verkrijgt men
{\displaystyle {\begin{aligned}p^{*}&=wL+\pi +wL^{(1)}+\pi ^{(1)}+\ \dots \ +wL^{(n)}+\pi ^{(n)}\\&=(wL+wL^{(1)}+\ \dots \ +wL^{(n)})+(\pi +\pi ^{(1)}+\ \dots \ +\pi ^{(n)})\\&=(wL+wL^{(1)}+\ \dots \ +wL^{(n)})(1+r)\end{aligned}}}
waarin r de winstvoet is. De bewerking is geldig omdat de materiaalkosten met elke stap kleiner worden, tot ze uiteindelijk verdwijnen. Merk op dat de kosten niet de historische kosten voorstellen, maar de huidige productieprijzen: de productieprijs is een vervangingswaarde.

## Verhouding tot andere grootheden
De kosten waarop de klassieke productieprijzen zijn gebaseerd komen overeen met het bedrijfseconomische kostenbegrip, zij het dat de klassieke productiekosten een gemiddelde zijn over een lange termijn. De productieprijzen zelf komen vrijwel overeen met het neoklassieke begrip van stukkosten, waarin naast de werkelijke kosten ook een 'normale' winst is meegenomen, in de vorm van opportuniteitskosten. Verschil is dat klassieke productieprijzen worden berekend bij gemiddelde benutting van de productiecapaciteit, neoklassieke kosten bij maximale benutting.

## Kritiek
Alfred Marshall waarschuwde in Principles of Economics dat aan de theorie van natuurlijke prijzen niet te veel waarde aan moet worden gehecht. Hoewel volgens hem het mechanisme wel juist is, werkt dit alleen als de omstandigheden zich verder niet wijzigen. Vraag en aanbod wijzigen zich echter continu door veranderingen in onder meer technologie.